# Château de Thoune
Le château de Thoune, appelé Schloss Thun en allemand, est un château situé dans la ville bernoise de Thoune, en Suisse.

## Histoire
Le château est construit en deux étapes : la première entre 1180 et 1190 par le duc Berthold V de Zähringen et la seconde après 1218 par la famille de Kybourg. De la première période date encore le donjon et la salle des chevaliers, située à 14 mètres du sol ; la seconde voit l'adjonction d'un étage supplémentaire, la coiffe du donjon qui s'élève à plus de 40 mètres du sol, ainsi que les quatre tourelles d'angle.
Le château passe ensuite entre les mains de la famille de Kybourg-Berthoud en 1273. En 1322, Eberhard II y fait assassiner son frère, épisode connu sous le nom de « fratricide du château de Thoune » ; il vend ensuite ses droits féodaux à la ville de Berne en 1323, qui acquiert définitivement la ville de Thoune après la guerre de Berthoud en 1384. En 1429, une aile supplémentaire est ajoutée à l'ouest de l'ensemble, connue sous le nom de « neue Schloss » (nouveau château).
En 2006, le château est racheté par la ville de Thoune qui y installe le siège du tribunal régional de l'Oberland bernois jusqu'en 2009. Le château est inscrit comme bien culturel suisse d'importance nationale. Il abrite un musée historique local et accueille régulièrement des concerts et des manifestations publiques.

## Sources
- (en) Cet article est partiellement ou en totalité issu de l’article de Wikipédia en anglais intitulé « Thun Castle » (voir la liste des auteurs).